# Rozmiar (herb szlachecki)
Rozmiar – polski herb szlachecki, według Ostrowskiego być może odmiana herbu Syrokomla.

## Opis herbu
Opis z wykorzystaniem klasycznych zasad blazonowania:
W polu zielonym na belce srebrnej poprzecznej z krzyżem złotym na środku, dwa trójkąty srebrne wierzchołkami w dół. klejnot: nad hełmem w koronie ogon pawi. Labry powinny być zielone, podbite srebrem.
Juliusz Karol Ostrowski, za Franciszkiem Piekosińskim wylicza kilka innych herbów, różniących się nieco godłem, które według niego są wariantami herbu Rozmiar.
Herb z pieczęci Tumińskiego z 1585: pod ramionami krzyża półpierścień barkiem do góry, a pod Rozmiarem trzy wręby Korczaka.
Pieczęć n.n. szlachcica ruskiego z 1570: poniżej ramion krzyża przez słup krzyża w poprzek są jelce.
Pieczęć n.n. szlachcica ruskiego z 1575: pod Rozmiarem dodatkowo trzy wręby.
Pieczęć n.n. szlachcica ruskiego z 1570: krzyż z dwiema podpórkami bocznymi, ukośnymi, u nogi zaś, pod Rozmiarem, dwa krótkie wręby.
Pieczęć n.n. szlachcica z 1575: strzała zamiast krzyża.
Pieczęć n.n. szlachcica z 1640: na krzyżu poniżej ramion umieszczony półpierścień barkiem do góry, inny niż na pieczęci z 1585, wręby umieszczono tu pomiędzy trójkątami o kątach prostych.

## Najwcześniejsze wzmianki
Juliusz Karol Ostrowski twierdzi, że jest to jeden ze starszych herbów polskich. Przyjmując warianty godła herbowego przytoczone przez Ostrowskiego, najwcześniejsze chronologicznie są pieczęcie z lat 1570, 1575, 1585 i 1640. Następnie herb przytoczył bez podania barw Szymon Okolski w Orbis Polonus. Według Okolskiego herbem tym pieczętował się biskup wileński Jan VIII, zmarły w 1480. Herb przytacza Kasper Niesiecki, podając barwy figur, zaś barwę pola w przypisach.

## Herbowni
Tadeusz Gajl wymienia następujące rodziny herbownych:
Dołmacki, Dowmont, Losowicz, Łośkiewicz, Rozbicki, Rozmiarowski, Sudzia.
Traktując herb z pieczęci z 1585 jako Rozmiar, należy dołączyć do powyższej listy nazwisko Tumiński.